# Liste des commanderies templières en Auvergne
Cette liste recense les anciennes commanderies et maisons de l'Ordre du Temple dans la région Auvergne.

La région Auvergne

## Faits marquants et Histoire
Installés en Auvergne vers 1175, les Templiers auraient compté jusqu'à soixante dix-sept commanderies.
En 1293, un compte du bailli royal Jean de Trie mentionne quatorze commanderies de Templiers en Auvergne dont cinq concernent l'actuel Puy-de-Dôme : «la Fulhosa» (La Fouilhouze), « Parinhac » (Pérignat, Larodde), « la Turreta » (Yssac-la-Tourette), « la Rauzeira » (La Ronzière), « Monti-Ferrandi (Montferrand) ». Dans cet état, vingt-trois commanderies de l'Hôpital sont également citées dont dix pour le même département. Il est à souligner que ce compte ne révèle qu'une petite partie des établissements recensés dans les sources.

## Commanderies
: Cet édifice a été classé au titre des monuments historiques.
| Commanderie         | Commune actuelle          | Observations |
| ------------------- | ------------------------- | --- |
| La Bastide          | Saint-Germain-Lembron     | De preceptore de la Bastida (1293) , Prend ensuite le nom de commanderie de Sainte-Anne (Hospitaliers), |
| Belvezet            | Saint-Jean-Lachalm        | [ 5 ] |
| Beugnet             | Chassenard                | Beugney et la paroisse de Chassenard faisaient partie d'une enclave bourguignonne en Bourbonnais. |
| Bessamorel          | Bessamorel                | , (1985) |
| Carlat              | Carlat                    | , |
| Celles              | Celles                    | , (1990) De preceptore de Cellis (1293) , |
| Chambon             | Cohade                    | [ 15 ] |
| Chantoin            | Bains                     | [ 5 ] |
| Chaynat             | Ludesse                   | De preceptore de Chanac (1293), Domus Templi de Chanac, Chanat (procès) |
| Dône                | Saint-Simon (Cantal)      | [ 17 ] |
| La Foulhouze        | Culhat                    | Dite aussi La Fouilhouze (la) : de preceptore de la Fulhosa (1293) Domus Templi de Folhose, de Folhosa (procès), |
| La Garde-Roussillon | Lieutadès                 | De preceptore de la Garda (1293) , |
| Lamaids             | Lamaids                   | Située dans le Berry (diocèse de Bourges) Domus Templi de las Maiz Bituricensis diocesis, domus predicte de las Mayhez, preceptor de las Maiez (procès) Preceptor de Laz Maitz (Hospitaliers, 1374-75) Église Saint-Jean-Baptiste |
| La Marche           | Charroux                  | De preceptore de la Marcha (1293) , |
| Montferrand         | Clermont-Ferrand          | De preceptore de Montisferrandi (1293) , |
| Montfort            | Arches                    | De preceptore de Montfort (1293) , Annexe de la commanderie de Celles? |
| Montredon           | Bellevue-la-Montagne      | Magister de Mont-Redont (1213) Domus militiæ Templi de Monte Rotunde (1293) |
| Palluet             | Saint-Pourçain-sur-Sioule | De preceptore de Paluel, Palluel (1293), |
| Pérignat            | Larodde                   | Domus Templi de Payrinhat (c.1202) De Preceptore de Parinhac (1293) Preceptor de Pontisveteris, Ysde et Payrnehac (Hospitaliers, 1374-75) Cette commanderie ne se situait pas à Pérignat-lès-Sarliève ni à Pérignat-sur-Allier    |
| Le Puy              | Le Puy-en-Velay           | Domus Milicie templi de Podio, Domus Militiæ Templi Aniciensis , (1978), |
| La Ronzière         | Chadeleuf                 | De preceptore de la Ranzeira (1293) , |
| La Tourette         | Yssac-la-Tourette         | De preceptore de Turreta (1293), |
| « Vichac »          | Vichy (?)                 | [Emplacement inconnu] De preceptore de Vichac (1293), |
| Ydes                | Ydes                      | , (1862) De preceptore de Isda (1293), |

| Localisation en Auvergne (Liens vers les articles correspondants) |
| --- |
| \| Languedoc- Roussillon Rhône-Alpes Bourgogne Centre Limousin Midi-Pyrénées Creuse Corrèze Aulnat Auriac Badailhac La Bastide Belvezet Bessamorel Beugnet Carlat Celles Chambon Chantoin Chaynat Dône La Foulhouze Freycenet Lamaids La Garde-Roussillon La Marche Pérignat Pontenat La Tourette Le Puy Montferrand Montfort Montredon Palluet La Sauvetat Ydes \| |
| Languedoc- Roussillon Rhône-Alpes Bourgogne Centre Limousin Midi-Pyrénées Creuse Corrèze Aulnat Auriac Badailhac La Bastide Belvezet Bessamorel Beugnet Carlat Celles Chambon Chantoin Chaynat Dône La Foulhouze Freycenet Lamaids La Garde-Roussillon La Marche Pérignat Pontenat La Tourette Le Puy Montferrand Montfort Montredon Palluet La Sauvetat Ydes       |

### Autres possessions
Les possessions templières mentionnées ci-dessous ne sont pas identifiées de façon certaine comme des commanderies, mais plutôt des maisons du temple de rang inférieur ou des terres dépendantes des commanderies:
| Possession                  | Ville actuelle (à ou près de) | Observations |
| --------------------------- | ----------------------------- | --- |
| Aulnat                      | Aulnat / Pont-du-Château      | Le Temple d'Aulnat au temps des hospitaliers Guillelmus preceptor grangie Templi Alniaci (1231) |
| Auriac                      | Val d'Arcomie (Faverolles)    | Une partie donnée aux templiers de Celles, l'autre aux hospitaliers de Montchamp par la famille de Châteauneuf |
| Badailhac                   | Badailhac                     | Alleu dépendant de la commanderie de Carlat, don du comte Henri Ier de Rodez (1219) |
| Brioude, Sainte-Bonnette de | Brioude                       | Domus de sancte Bonite (1277), maison du Temple ou Hôpital de Brioude (1317) qui dépendait de la commanderie du Chambon |
| Fareyroles                  | Leotoing                      | Maison templière de Fareyroles Præceptor de Ferreyrolas (1295) |
| Freycenet                   | Saint-Jean-de-Nay             | Dépendance de la commanderie du Puy, Grange ? Domus militie Templi de Fraissenet (1281) |
| Jabrun                      | Jabrun                        | Paroisse qui dépendait de la commanderie de La Garde-Roussillon |
| Pleinecombe (Le Luguet)     | Anzat-le-Luguet               | Origine templière d'après Laurent d'Agostino. Pas de chapelle à cette époque donc probablement une métairie. On retrouve ensuite cette propriété parmi les membres de Sainte-Anne-La-Bastide (XIVe siècle) puis parmi ceux de Chanonat (XVIIIe siècle). |
| Pontenat                    | Thiel-sur-Acolin              | Domus Templi de Poncenay, diocèse d'Autun et archiprêtré de Moulins (XIVe siècle) |
| La Sauvetat                 | Landos                        | Maison du Temple appartenant à la commanderie du Puy Domus de la Salvetat (1270) |
| Tallende-le-Majeur          | Tallende                      | à l'extérieur du bourg sur l'autre rive de la Monne Au XIXe siècle, on voyait encore les ruines d'un château leur ayant appartenu |
| Tempel                      | Bonnac                        | Don de la maison de Rochefort aux Templiers |

### Possessions douteuses ou à vérifier
- L'Hôpital d'Albinhac[42] (Mansus Hospitalis de Albinhaco), commune de Saint-Paul-des-Landes[N 8]
- La maison du Temple de Billom[N 9] : D'après Ambroise Tardieu, la commanderie des Templiers fut supprimée en 1309 et donnée aux chanoines de Saint-Antoine de Monferrand puis aux Hospitaliers qui en firent un membre de Courtesserre[54],[55]. Alexandre Bruel indique également une origine templière[56]. Ce n'est pas l'opinion des historiens actuels qui donnent une origine hospitalière[57].
- La maison du Temple de Bourdelles, commune de Saint-Georges-de-Mons[58]: Opinion d'Ambroise Tardieu[59] mais pour Augustin Chassaing, Bourdelles qui est devenue un membre de la commanderie de Chanonat après la dévolution se trouvait dans la paroisse de Chappes[60] (peut-être confondu avec Chapdes) et pour Léopold Niepce, ce serait « Chapiers » (Saint-Germain-Lembron)[61] bien qu'il mentionne Saint-Georges-de-Mons ailleurs dans son ouvrage en citant Tardieu[62]. Aucun de ces auteurs n'apporte la preuve de l'origine templière de Bourdelles. Dans son article paru dans la revue de la Bibliothèque de l'Ecole des Chartes[63], Johan Picot a enfin apporté la preuve de l'existence de la maison du Temple de Bourdeilles. Attestée en 1229 (« inter duas vias que ducunt ad domum Templi de Bordelas »), 1232 (« et inter campum domus Templi de Bordellas »), 1242, 1251, 1252, 1263, 1271, etc.[24], cette demeure templière se situait sur la commune de Saint-Beauzire (63)[64].
- La Maison du Temple de Busset, dans le département de l'Allier qui n'aurait pas été dévolue aux Hospitaliers, usurpée ou cédée à la maison de Vichy[65]
- Commanderie de Chanonat, commune de Chanonat[66],[67]
- La maison du Temple de Langeac en Haute-Loire[68],[N 10]
- La Salvetat, commune de Saint-Mamet-la-Salvetat[N 11]

## Ordre de Saint-Jean de Jérusalem
Avant la dévolution des biens de l'ordre du Temple, les Hospitaliers possédaient déjà en Auvergne (langue d'Auvergne) au moins vingt-six maisons (domus Hospitalis) recensées en 1293:
- Saint-Jean de Ségur (Segur, Montferrand)
- La Racherie (Grachaeria, corr. : la Rachaeria, Contigny)
- Montchamp (Montchalmi, Montchamp)
- Chanonat (Chanonac, Chanonat)
- Chamfranchesse, l'Hôpital (Chalin francisca, Saint-Cirgues-de-Malbert)
- Charbonnier (dal Charboner, Charbonnier-les-Mines)
- Pont Vieux (Ponte Veteri, Tauves)
- Courtesserre (Curta Sarra, Courtesserre)
- Pallier[réf. souhaitée] (Pallihac, Gentioux-Pigerolles) [?][N 12]
- Tortebesse (Tortabessa, Tortebesse)
- Tralaigues (Translaga, Tralaigues)
- La Peize (la Pessa, Gouttières)
- La Forêt (la Forest, Cisternes-la-Forêt)
- Le Chambon (Chambot (corr.: Chamberot), Brive-la-Gaillarde, ce n'est pas Chamberaud)[71]
- Dienne, Pierrefitte et l'Hôpital-Chaufrange (de Dyana et de Petrafixa et de Chalutz francisca ⇒ Dienne, le château de Pierrefitte à Talizat et l'Hôpital-Chauffrange à Saint-Cirgues-de-Malbert)
  - Ces trois maisons étaient aux ordres d'un même commandeur (preceptor)
- La Sauvetat-Rossille (Chalvetat de la Rocilha, La Sauvetat)
- Malleret (Malareto, Malleret)
- Le Naberon (Nabairo, Crocq)
- Féniers (Feners, Féniers)
- Salesses (Saleissa, Flayat)
- La Croix-au-Bost (Cruce dal Ba (corr. : Bo), Saint-Domet)
- Blavepeyre (Blava Petra, Bussière-Nouvelle)
- Le château de la Commanderie(dal Mahes d'Escola, Le Mayet-d'École)
- Olloix (Oloeus, Olloix)